# تالاب سولدوز
تالاب سولدوز در ضلع جنوبی پارک ملی دریاجه ارومیه و درحوزه اکولوژیک این دریاچه در موقعیت جغرافیایی ۳۷درجه و ۲دقیقه عرض شمالی و ۴۵درجه و ۳۶دقیقه طول شرقی که در مسیر جاده آسفالته ارومیه -مهاباد و در منتهی الیه زهکش خروجی سد حسنلو قرار دارد. شهرستان نقده از لحاظ موقعیت خاص جغرافیایی و عوارض طبیعی دارای تالاب‌های بین‌المللی به ثبت رسیده‌است و به خاطر قرار گرفتن در مسیر مهاجرت پرندگان مهاجر مامن پرندگان و حتی محل زاد و ولد پرندگان است.

## ویژگی‌ها
تالابی انسان ساخت و دائمی، محل زمستان گذرانی پرندگان بومی و مهاجر 
تالاب سولدوز با مساحتی بالغ بر ۲۰۰ هکتار و در ۳ کیلومتری شمال شرقی تالاب یادگارلو و از طریق زهکش حسنلو سیراب شده، زیستگاه مهم برای پرندگان آبزی از جهت توقف گاه زمستانی، تغذیه و تخم‌گذاری است.
خدماتی از جمله پتانسیل خوب برای گردشگری، تفرج، آموزشی و تحقیقاتی را ارائه می‌شود، این تالاب می‌تواند به عنوان یک سایت پرنده نگری نیز در کشور مطرح گردد.
حضور فلامینگوها، پلیکان‌ها و انواع دیگر پرندگان آبزی و کنار آبزی بر جذابیت‌های طبیعی منطقه می‌افزاید.

## شرایط اقلیمی
تالاب سولدوز دارای اقلیم استپی سرد، زمستان‌های طولانی و تابستان‌های معتدل و نسبتاً گرم است. منطقه دارای اقلیم نیمه خشک سرد می‌باشد. بیشترین نزولات آسمانی متعلق به فصل زمستان و بهار بوده و در فصل تابستان یا به طورکلی بارش وجود ندارد یا میزان آن بسیار کم است.

## گونه‌های گیاهی
این تالاب داری گیاهانی همچون نی جگن و گز می‌باشد و دارای پوشش گیاهی تیپ خاک‌های غیر شور تغییر شکل می‌دهد. در هر نمونه نمک‌های موجود در خاک عموماً از نوع کلرور سدیم می‌باشد. اراضی منطقه تالاب بسیار شور و عملاً بجز برای کاربری‌های بسیار ویژه، قابل استفاده نیست.

## گونه‌های جانوری
در داخل و حاشیه این تالاب بیش از ۱۰۰ نوع از انواع پرندگان زیبا و در برخی موارد کمیاب زیست می‌کنند. و بیش از ۴۰ گونه پرنده آبزی و کنارآبزی در تالاب‌های شهرستان نقده شناسایی شده‌اند. فلامینگو، تنجه، آنقوت، آبچلیک، پلیکان سفید، اردک کاکل دار، اردک سرسفید، اردک بلوطی، کاکایی، سنقر گندمزار، مرغابی، غازهای خاکستری و چوب پا از جمله یکصد گونه مختلف از پرندگانی هستند که در این تالاب به چشم می‌خورند.
همچنین در اسفند ۱۴۰۳ برای نخستین بار در استان، خدنگ بزرگ نیز در تالاب سولدوز نقده به ثبت رسید. این گونه به دلیل داشتن موهای نسبتاً بلند و متراکم، از گزش مارها در امان می‌ماند و می‌تواند مارهای سمی را شکار کند. درد ابتدا گفته شد که تغییرات اقلیمی، کاهش منابع غذایی در زیستگاه‌های اصلی، سازگاری بالای گونه با شرایط جدید و امنیت زیستگاه در تالاب سولدوز از مهم‌ترین دلایل آمدن خدنگ بزرگ به این تالاب بوده است، با این وجود اندکی بعد ادارۀ کل حفاظت محیط زیست آذربایجان غربی دو عامل تغییر اقلیم یا جابه‌جایی اتفاقی توسط انسان را در حضور این گونه در استان آذربایجان غربی مؤثر دانست.

## راه دسترسی
از طریق جاده ارومیه به مهاباد در نزدیکی آبادی درگه سنگی پس از عبور از میان تالاب یادگارلو می‌توان به تالاب سولدوز دسترسی پیدا کرد.